# Мейер, Артюр
Артюр Мейер (16 июня 1844, Гавр — 2 февраля 1924, Париж) — французский журналист, один из крупнейших деятелей французской прессы конца XIX и начала XX веков.
Происходил из небогатой еврейской семьи, его дед был раввином; впоследствии перешёл в католичество. Свою карьеру начал секретарём у актрисы и натурщицы Бланш д’Антиньи, затем был журналистом в Revue de Paris. В 1869 году был назначен начальником кабинета префекта департамента Эр. После падения Второй империи находился в оппозиции к республике и вёл деятельную кампанию в пользу принца Луи-Наполеона, но после смерти последнего (1879) перешёл в лагерь монархистов, считался одним из крупнейших общественных деятелей подобных взглядов.
Основал ряд журналов и газет. Став сотрудником Gaulois и Paris-journal, к 1870 году завладел в первой контрольным пакетом акций, в 1879 году полностью выкупил Gaulois, с 1882 года наладив её ежедневный выпуск; в скором времени объединил Paris-journal, Gaulois и Clairon в одну газету Gaulois монархической направленности (в ЭСБЕ ошибочно указывалось, что он возглавил газету только в 1890-х годах). Эта газета имела тираж в 20—30 тысяч экземпляров, но пользовалась большим влиянием. С июня 1897 по август 1914 года к ней выходило еженедельное воскресное приложение, где печатались фельетоны.
В 1888 году агитировал за идею генерала Жоржа Буланже о реставрации монархии и был против пересмотра дела Дрейфуса (по всей видимости, считая его виновным); вместе с тем выступал против возможной защиты военных-фальшивомонетчиков. Скандальную известность получила дуэль Мейера с Эдуардом Адольфом Дрюмоном после выхода книги Дрюмона «Еврейская Франция»: Мейер счёл себя оскорблённым упоминаниями себя в этой книге. 5 июня 1882 года совместно с работавшим с ним карикатуристом и скульптором Альфредом Гревеном открыл музей восковых фигур в Париже, действующий поныне как Музей Гревен. В 1890 году вместе с герцогом Люинь предпринял неудачную попытку организовать прохождение во Франции военной службы Филиппа Орлеанского.
Его мемуары «Что я видел своими глазами» (фр. Ce que mes yeux ont vu; 1911) и «Что я могу сказать» (фр. «Ce que je peux dire; 1912) имели большой успех; в них имеются две главы, затрагивающие еврейский вопрос: «Дрейфусарство» и «Антисемитизм». В них он связывал антисемитизм с Третьей республикой, объявившей, по его мнению, войну католицизму, и призывал евреев поддерживать монархизм. В 1914 году в парижском Театре Буфф была поставлена единственная написанная им пьеса. Был также известен как библиофил, заказывавший художникам рисунки для своих изданий тех или иных выдающихся произведений, чтобы сделать такие издания уникальными.